# Elk Falls Provincial Park
Der Elk Falls Provincial Park ist ein 1087 Hektar großer Provincial Park in der kanadischen Provinz British Columbia. Er liegt nahe der Stadt Campbell River auf der Insel Vancouver Island und verfügt über einen großen Campingplatz. Der Park liegt im Strathcona Regional District und ist über den Highway 28 zu erreichen.

## Anlage
Der Park liegt rund zwei Kilometer von der Stadt Campbell River entfernt. Er befindet sich am östlichen Ende des John Hart Lake am Campbell River und wird vom Highway 28 durchschnitten. Hauptattraktion des Parks sind die Elk Falls, ein etwa 25 Meter hoher Wasserfall, mit denen der Campbell River über eine Felsklippe in einen Canyon aus hohen Felswänden stürzt. Etwa vier Kilometer flussabwärts liegt an der Mündung des Quinsam River in den Campbell River der Campingplatz.
Bei dem Park handelt es sich um ein Schutzgebiet der Kategorie II (Nationalpark).

## Geschichte
Der Wald auf dem Gelände des Parks war eins der ersten Gebiete auf Vancouver Island, die gerodet wurden, da das Holz über dem Campbell River leicht transportiert werden konnte. Bis 1929 wurde das Parkgebiet großteils gerodet. 1938 verwüstete ein Waldbrand fast 300 Quadratkilometer gerodetes Waldgebiet bei Campbell River. Das verbrannte Land wurde großflächig wieder aufgeforstet. Der Provincial Park wurde am 20. Dezember 1940 gegründet und umfasste ursprünglich 1124 Hektar Land. 1946 wurde der Park um 102 Hektar zum Bau des John Hart Staudamms und des dazugehörenden Wasserkraftwerks verkleinert. Durch den Staudamm wurde der Campbell River 1948 zum John Hart Lake aufgestaut, das Wasserkraftwerk, die John Hart Generating Station, dient seit 1952 zum Betrieb einer Papier- und Zellstofffabrik. Durch das Wasserkraftwerk kann sich die Wassermenge der Elk Falls im Sommer erheblich reduzieren. Verschiedene kleinere Gebietsabtretungen und -zuwächse führten seit 1946 zur heutigen Parkgröße von 1087 Hektar.

## Flora und Fauna
Mit dem Biogeoclimatic Ecological Classification (BEC) Zoning System wird das Ökosystem von British Columbia in verschiedene biogeoklimatische Zonen eingeteilt. Biogeoklimatische Zonen zeichnen sich durch ein grundsätzlich identisches oder sehr ähnliches Klima sowie gleiche oder sehr ähnliche biologische und geologische Voraussetzungen aus. Daraus resultiert in den jeweiligen Zonen dann grundsätzlich auch ein sehr ähnlicher Bestand an Pflanzen und Tieren. Innerhalb dieser Systematik wird der Park der Coastal Douglas-Fir Zone zugeordnet.
Der Park ist hauptsächlich mit Sekundärwald aus Douglasien, Küsten-Tannen, Riesen-Lebensbäumen, Küsten-Kiefern, Westlichen Weymouth-Kiefern, Rot-Erle, Oregon-Ahorn und anderen Bäumen bewaldet. Der Unterwuchs ist küstentypisch. Es finden sich unter anderem die Shallon-Scheinbeere, Wald-Schaumspieren, Moosglöckchen und die Schildfarn-Art Schwertfarn. In unmittelbarer Nähe des Wasserfalls befindet sich der einzige noch nennenswerte Douglasien-Urwald auf Vancouver Island nördlich des MacMillan Provincial Parks.
Der Quinsam und der Campbell River sind Laichgebiete hauptsächlich von Königs- und Silberlachsen und daher Schauplatz von Lachswanderungen. Neben Lachsen gibt es im Fluss auch Regenbogenforellen, Cutthroat-Forellen und Saiblinge. Im Park leben vorwiegend kleinere Säugetiere wie Waschbären, Streifenhörnchen und Bisamratten. Am Beaver Pond und am Kingfisher Pond leben Biber, außerdem kommen im Park Kanadareiher, Keilschwanz-Regenpfeifer, Beringmöwen und andere Vogelarten vor. Hirsche kommen gelegentlich im Winter in den Park.

## Aktivitäten
Von Mai bis Oktober ist der Besuch des Parks gebührenpflichtig. Der Park gilt ganzjährig als einer der besten Lachsangelplätze in Kanada. Dies und der Wasserfall machen den Park zu einem der meistbesuchten Parks auf Vancouver Island. Durch den Park führen sechs Kilometer Wanderwege, an den Park grenzt ein Netz von Waldwegen. Über den Canyon des Campbell River führt eine Aussichtsbrücke. In der Nähe des Campingplatzes liegt die Fischzuchtstation Quinsam, die den Quinsam River mit Buckellachs, Königslachs, Silberlachs und Regenbogenforellen bestückt. Der Park verfügt über einen Campingplatz mit 122 Stellplätzen am Quinsam River. Außerdem verfügt der Park über einen großen Picknickbereich.